# Sainte-Olive
Sainte-Olive település Franciaországban, Ain megyében. Lakosainak száma 357 fő (2022. január 1.). Sainte-Olive Ambérieux-en-Dombes, Bouligneux, Lapeyrouse, Saint-Trivier-sur-Moignans és Villeneuve községekkel határos.

## Népesség
A település népessége az elmúlt években az alábbi módon változott:
| Lakosok száma | 110  | 157  | 196  | 304  | 294  | 287  | 283  | 279  | 305  | 357  |
|               | 1968 | 1982 | 1990 | 2006 | 2013 | 2015 | 2017 | 2019 | 2020 | 2022 |